# アラベスク (映画)
『アラベスク』（Arabesque）は、1966年にアメリカ合衆国で制作されたコメディサスペンス映画。監督は『シャレード』のスタンリー・ドーネン。出演はグレゴリー・ペック、ソフィア・ローレンなど。音楽はヘンリー・マンシーニ、ローレンの衣装デザインはクリスチャン・ディオールである。
古代文字が専門の大学教授が、中東の国家元首暗殺計画に巻き込まれる。

## ストーリー

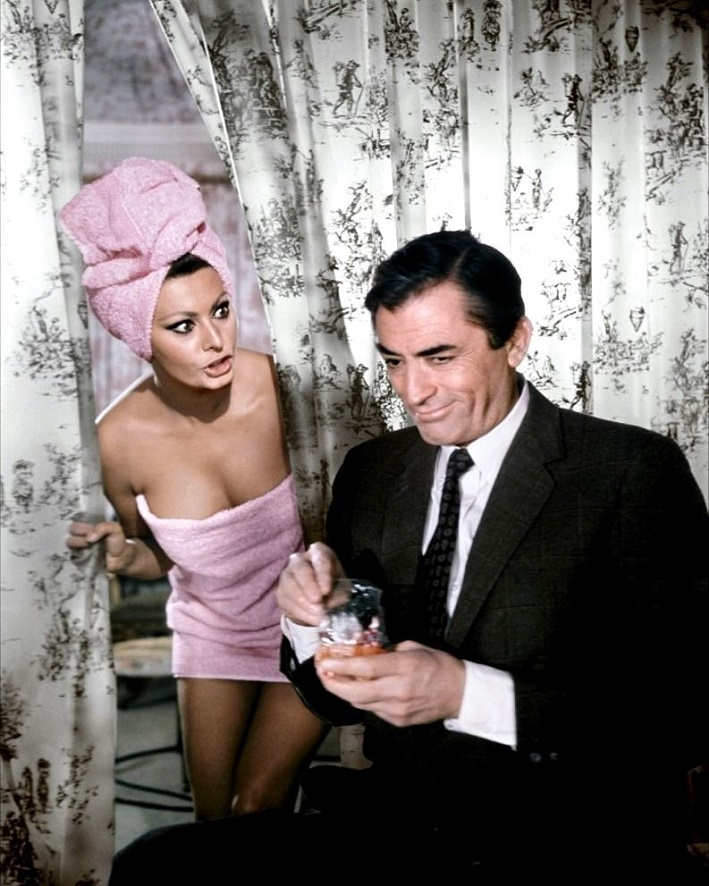
ローレン（奥）とペック

デヴィッド・ポロックは古代アラビアの象形文字の専門家で、オックスフォード大学教授である。ある日、中東のある国の首相イエナによって突然大学構内から連れ出されてしまう。イエナはポロックに、海運王で国の実力者であるベシュラビが翻訳を依頼してきたら、彼をスパイするようにと説得する。イエナによれば、ベシュラビは自身のビジネスに不利になるとし、イエナが英米と結ぼうとしている条約調印を阻止するため不穏な動きを計画しているという。
その通りポロックはベシュラヴィの依頼を受け、謎の象形文字の解読にあたる。そこへベシュラビの愛人である着飾った美女ヤスミンが現れて、仕事が終わったらポロックは殺されるであろうと警告する。ポロックは彼女の助けを借りベシュラビのもとから脱出する。ベシュラビの部下に追われる二人だが、間一髪のところウェブスターと名乗る男に助けられる。しかし助かったと思いきや、彼の狙いもまた象形文字にあった。
連れ去られたポロックはバンの車内で反政府ゲリラのリーダーを名乗るユセフと親しげなヤスミンの様子を見て、彼女に不信感を募らせる。だがユセフは、とある建築現場で彼女を殺そうとしたのでポロックは彼女を助ける。ヤスミンは政府の諜報工作員だったのだ。
そしてついにポロックは秘密文書を解読した。それは、その日ロンドンに到着するイエナ首相の暗殺計画書だった。雨の中、赤エナメルのレインコートにレインブーツ姿のヤスミンと共に、空港での記者会見場に急ぐ。ポロックとヤスミンは首相を助け、暗殺者一味と対決し、ついに彼らを倒した。

## キャスト
| 役名                     | 俳優                 | 日本語吹替                          | 日本語吹替                             |
| 役名                     | 俳優                 | TBS版                               | フジテレビ版                           |
| ------------------------ | -------------------- | ----------------------------------- | -------------------------------------- |
| デヴィッド・ポロック教授 | グレゴリー・ペック   | 城達也                              | 城達也                                 |
| ヤスミン・アジーア       | ソフィア・ローレン   | 富永美沙子                          | 富永美沙子                             |
| ネジーム・ベシュラビ     | アラン・バデル       | 渥美国泰                            | 田口計                                 |
| ユセフ・カシム           | キーロン・ムーア     | 外山高士                            | 加藤精三                               |
| ハッサン・イエナ首相     | カール・ドゥーリング |                                     | 滝口順平                               |
| シルヴェスター・スローン | ジョン・メリヴェール | 保科三良                            | 家弓家正                               |
| ウェブスター             | ダンカン・ラモント   |                                     |                                        |
| ラギーブ教授             | ジョージ・カラリス   |                                     | 大木民夫                               |
| 駐英大使                 | ハロルド・カスケット |                                     |                                        |
| ファンショー             | ゴードン・グリフィン |                                     |                                        |
| ヘムズリー               | ジミー・ガードナー   |                                     |                                        |
| 不明 その他              | N/A                  | 中村正 富田耕生 雨森雅司            | 加藤治 北村弘一 島田彰 緑川稔 山本嘉子 |
|                          |                      |                                     |                                        |
| 演出                     | 演出                 |                                     | 山田悦司                               |
| 翻訳                     | 翻訳                 |                                     | 山田実                                 |
| 調整                     | 調整                 |                                     | 栗林秀年                               |
| 効果                     | 効果                 |                                     | 赤塚不二夫 PAG                         |
| 制作                     | 制作                 |                                     | グロービジョン                         |
| 解説                     | 解説                 |                                     | 前田武彦                               |
| 初回放送                 | 初回放送             | 1969年12月29日 『月曜ロードショー』 | 1973年4月13日 『ゴールデン洋画劇場』   |

※日本語吹替版は長年TBS版のみだと思われたが、BD発売の際に吹替音源募集を担当したフィールドワークスが調べたところ、1973年初回放送のフジテレビ版が存在することが判明した。アネックから2022年12月21日発売のHDリマスター版BD（ANRM-22325B）には、そのフジテレビ版が収録。

## 製作
プロデューサー兼監督のスタンリー・ドーネンは、前作『シャレード』に主演したケーリー・グラントをポロック役に望んでおり、ポロックの台詞はグラントを想定して書かれていた。しかし、ドーネンは後にこう語っている。
[グラントが]出演したがらなかったんだ。良い脚本ではなかったし映画にしたくなかったのだが、私が大好きなグレゴリー・ペックとソフィア・ローレンが出演を希望したのだ。スタジオが「ペックとソフィアで映画を作らないなんて馬鹿げてる」と懇願してくるし、彼らは「金になる」と言ったんだ。その通りだったね。
ドーネンは後に、脚本だけで40万ドルを費やしたと述べ、撮影監督のクリストファー・チャリスは、この映画が何度も書き直されたと回想している。チャリスは「脚本は書き直されるたびに悪くなった」と語った。ペックとローレンがすでにこの映画の出演契約を結んでいたので、チャリスは、ドーネンから「唯一の望みは、観客が何が起こっているのか理解する暇がないほど、視覚的にエキサイティングな作品にすることだ」と言われたと回想している。
台詞の改良のためにかなり遅れて参加したピーター・ストーンは、ドネンが「これまで撮ったどの映画よりもうまく撮った。すべてがロールスロイスのヘッドランプに映るように撮られていた。」と語った。ドーネンは、この映画を撮影する際の自分のテクニックを以下のように語っている。
今回はスタジオマナー的なものを排除したかったので、「リビングカメラ」の手法に挑戦してみた。手持ちカメラは、最近特にヨーロッパでよく使われるようになったが、カメラの重さのせいでブレが大きいのが難点だった。そこで我々のスタッフが、カメラを吊り下げて重さを感じさせずに機動性を確保することを思いついたのだ。本作は病気になりそうなほど極端なものだったが、私たちは興味深い撮影をしたのだ。
ペックはドーネンについて以下のように語った。
スタンリーは、まるで振付師のようなすごい勘の良さを持っていた。実際、彼はかつて振付師だったのだ。しかし、普通のドラマのシークエンスでも、彼は身体を使って何が起こっているのかを表現するのだ。映像を見ると私たちが常に動いているが、スタンリーは常に動きを保つためにあらゆるカメラのトリックを使ったのだ。彼はソフィアのデコルテや後姿を撮るのも好きだった。
追跡シーンでは、数年前に乗馬事故で負傷していたペックは、先を行くローレンに追いつくほど速く走ることができなかった。ペックは彼女にもっと遅く走るよう懇願し、自分が彼女を救うはずだと念を押したが、彼女はドーネンに彼を速く走らせるように言った。ペックは痛がっていたので、ドーネンはローレンにゆっくり走るように説得して、このシーンを撮影した。

## 作品の評価

### 映画批評家によるレビュー
本作は批評家や観客から賛否両論の評価を受け、Rotten Tomatosで74％の支持率を獲得している。
ボックスオフィス・マガジンは「卓越したスパイ・アドベンチャー」と呼び、「アルフレッド・ヒッチコックの最高の系統にあり、今年のベストに入る」と書いた。バラエティ誌は「『アラベスク』には売れる要素があるが...難は影のある筋書きと混乱したキャラクター設定、特にペックにお茶目な役をやらせたことである」とした。
興行的には成功した。

### 受賞歴
| 賞               | 部門                             | 受賞者                   | 結果       |
| ---------------- | -------------------------------- | ------------------------ | ---------- |
| 英国アカデミー賞 | 撮影賞                           | クリストファー・チャリス | 受賞       |
| 英国アカデミー賞 | 編集賞                           | フレデリック・ウィルソン | ノミネート |
| 英国アカデミー賞 | 衣装デザイン賞                   | クリスチャン・ディオール | ノミネート |
| バンビ賞         | 主演女優賞                       | ソフィア・ローレン       | 受賞       |
| グラミー賞       | 映画・テレビサウンドトラック部門 | ヘンリー・マンシーニ     | ノミネート |
| ローレル賞       | 最優秀アクションシークェンス     | グレゴリー・ペック       | 5th Place  |